# Ephistemus globulus
Ephistemus globulus là một loài bọ cánh cứng trong họ Cryptophagidae. Loài này được Paykull miêu tả khoa học năm 1798.